# Oplophorus novaezeelandiae
Oplophorus novaezeelandiae is een garnalensoort uit de familie van de Oplophoridae. De wetenschappelijke naam van de soort is voor het eerst geldig gepubliceerd in 1931 door De Man.